# Donna sdraiata
Donna sdraiata è un dipinto a olio su tavola di 27 × 41 cm realizzato nel 1926 dal pittore spagnolo Salvador Dalí.
È conservato nel Salvador Dalí Museum di Saint Petersburg (Florida).
Nell'aprile del 1926 Dalí conosce Pablo Picasso, durante un viaggio a Parigi, tornato in  Spagna produce una serie di opere ispirandosi proprio ai quadri di quest'tultimo, questo è uno di questi quadri.
La donna ritratta è la sorella Aña María.
Il dipinto fu esposto durante seconda mostra personale che tenne presso la Galleria Dalmau di Barcellona nel 1926.